# Hellenbrucher Mühle
Die Hellenbrucher Mühle war vom Mittelalter bis zum 19. Jahrhundert Teil der Honschaft Diepensiepen im Landgericht Mettmann des bergischen Amtes Mettmann. Im Jahr 1921 erwarben die Siebenten-Tags-Adventisten die Liegenschaft. Noch im gleichen Jahr wurde hier das Missionsseminar Neandertal gegründet. Ab 1952 wird das Anwesen, nach mehreren Um- und Neubauten, überwiegend als Seniorenheim genutzt. Derzeitiger Betreiber der Einrichtung ist die Advent-Wohlfahrtswerk Seniorenheim Neandertal gGmbH.